# 蟹江町消防本部
蟹江町消防本部（かにえちょうしょうぼうほんぶ）は、愛知県海部郡蟹江町の消防部局（消防本部）。管轄区域は蟹江町全域。

## 概要
- 消防本部： 海部郡蟹江町大字蟹江本町クノ割10
- 管内面積：11.09km2
- 職員数：52人
- 消防署1カ所

### 主力機械
2019年4月1日現在
- 消防ポンプ自動車：2
- 水槽付消防ポンプ自動車：2
- はしご付消防自動車：2
- 救助工作車：1
- 高規格救急自動車：3
- 指揮車：1
- 広報車：1
- 資材搬送車：2

## 沿革
- 1971年4月 蟹江町消防本部が旧役場庁舎にて発足する。
- 1972年4月 消防庁舎が竣工され消防署が発足、消防本部と消防署の合同庁舎が設置される。
- 1979年10月 蟹江町蟹江新田(西尾張中央道沿い)に南部出張所を設置する(2011年頃に閉鎖。建物は現存)。
- 2013年4月 弥富市役所十四山支所内に開設された海部地方消防指令センターの運用を開始する。
- 2025年度を目処に名古屋市消防局に通信指令業務を委託の予定[1]。

## 消防署
| 消防署       | 住所                 |
| ------------ | -------------------- |
| 蟹江町消防署 | 大字蟹江本町クノ割10 |

## 消防指令センター
蟹江町は、津島市、海部東部消防組合、海部南部消防組合、愛西市とともに海部地方消防指令センターを共同運用している。2025年4月から海部地方消防指令センターの業務は名古屋市の防災指令センターに集約される予定になっている。